# Anton Bruhin
Anton Bruhin (* 6. April 1949 in Lachen SZ) ist ein Schweizer Musiker und Künstler.

## Leben
Anton Bruhin ist in Lachen SZ 1949 geboren und in Schübelbach aufgewachsen. 1966 besuchte er die Klasse F+F an der Kunstgewerbeschule Zürich und leitete in den 1970er-Jahren Kurse an der F+F Schule für experimentelle Gestaltung. Seit den späten 1960er Jahren ist er als Musiker und Lyriker bekannt. Auch als Maler machte er sich einen Namen. Besonders als Trümpispieler (Maultrommel) erlangte er auch im Ausland Bekanntheit. Er spielte unter anderem bei Max Lässer, Mani Neumeier (Terra Amphibia), Christian Zehnder und beim Hulu Project.

## Auszeichnungen und Ehrungen
- 2014 Prix Meret Oppenheim

## Schriften
- Spiegelgedichte und weitere Palindrome 1991-2002 Zürich 2003[4]

## Diskographische Hinweise
- Von Goldabfischer (1970)
- 11 Heldengesänge & 3 Gedichte (1977)
- Anton Bruhin spilt 's Trümpi (1996)
- InOut (1998)
- Koichi Makigami Electric Eel (Tzadik 1998)
- Rotomotor (2001, mit Stephan Wittwer)
- Deux Pipes (2010)
- Vogelsang/Vogelsong/Vogelsung/Vögelsäng (2015)

## Film
- Trümpi, 1999, Ventura Film[5]